# Persone di nome Matilde
| Questa pagina contiene informazioni ricavate automaticamente dalle voci biografiche con l'ausilio del template Bio e di un bot. L'aggiornamento è periodico e automatico e ricostruisce completamente la pagina. Se manca una persona in questa lista, sei pregato di non aggiungerla, ma accertati piuttosto che la sua voce biografica contenga il template Bio e che i dati anagrafici siano correttamente compilati. Se il template Bio manca, inseriscilo tu stesso o, in alternativa, metti l'avviso {{tmp\|Bio}} che ne segnala la mancanza. Se i dati riportati sono sbagliati, correggi direttamente la voce biografica; le modifiche saranno visibili in questa lista entro pochi giorni. Per chiarimenti vedi il progetto antroponimi. La lista contiene solo le 98 persone che sono citate nell'enciclopedia e per le quali è stato implementato correttamente il template Bio. Pagina aggiornata al 22 lug 2025. |

Questa è una lista di persone presenti nell'enciclopedia che hanno il nome Matilde, suddivise per attività principale.

## Antropologhe(1)
- Matilde Callari Galli, antropologa italiana (Terracina, n. 1934)

## Attrici(3)
- Matilde Gioli, attrice italiana (Milano, n. 1989)
- Matilde Piana, attrice italiana (Catania, n. 1958)
- Tilde Teldi, attrice italiana (Milano, n. 1878)

## Attrici teatrali(1)
- Matilde Díez, attrice teatrale spagnola (Madrid, n. 1818 - Madrid, † 1883)

## Avvocate(1)
- Matilde Huici, avvocata e pedagoga spagnola (Pamplona, n. 1890 - Santiago del Cile, † 1965)

## Calciatrici(6)
- Matilde Copetti, calciatrice italiana (Tolmezzo, n. 1997)
- Matilde Fidalgo, calciatrice portoghese (São Domingos de Benfica, n. 1994)
- Matilde Malatesta, calciatrice italiana (Santa Margherita Ligure, n. 1995)
- Matilde Pavan, calciatrice italiana (Venezia, n. 2004)
- Matilde Alsaker Rogde, calciatrice norvegese (n. 2000)
- Matilde Lundorf, calciatrice danese (Nottingham, n. 1999)

## Cantanti(1)
- Matilde Urrutia, cantante e scrittrice cilena (Chillán, n. 1912 - Santiago, † 1985)

## Cantautrici(1)
- Matilde Politi, cantautrice italiana (Palermo, n. 1976)

## Cestiste(4)
- Matilde Charro, ex cestista cubana (L'Avana, n. 1953)
- Matilde Guerrero, ex cestista dominicana (Santo Domingo, n. 1962)
- Matilde Moraschi, cestista, schermitrice e velocista italiana (Breme, n. 1910 - Milano, † 2004)
- Matilde Villa, cestista italiana (Lissone, n. 2004)

## Compositrici(1)
- Matilde Capuis, compositrice e pianista italiana (Napoli, n. 1913 - Torino, † 2017)

## Danzatrici(1)
- Matilde Brandi, ballerina, showgirl e conduttrice televisiva italiana (Roma, n. 1969)

## Danzatrici su ghiaccio(1)
- Matilde Ciccia, ex danzatrice su ghiaccio e attrice italiana (Monasterace, n. 1952)

## Educatrici(1)
- Matilde Calandrini, educatrice italiana (Ginevra, n. 1794 - Bessinge, † 1866)

## Fisiche(1)
- Matilde Marcolli, fisica e matematica italiana (Como, n. 1969)

## Giornaliste(2)
- Matilde Bernabei, giornalista, produttrice televisiva e dirigente d'azienda italiana (Roma, n. 1954)
- Matilde Kimer, giornalista danese (Korsør, n. 1980)

## Medici(2)
- Matilde Hidalgo, medico, poetessa e attivista ecuadoriana (Loja, n. 1889 - Guayaquil, † 1974)
- Matilde Montoya, medico messicano (Città del Messico, n. 1859 - Città del Messico, † 1939)

## Mistiche(1)
- Matilde di Magdeburgo, mistica e scrittrice tedesca (Sassonia - Abbazia di Helfta, † 1283)

## Nobildonne(3)
- Matilde d'Altavilla, nobildonna normanna
- Matilde I di Borbone, nobildonna (Montlaux, † 1228)
- Matilde di Canossa, nobildonna italiana (n. 1046 - Bondeno di Roncore, † 1115)

## Nobili(22)
- Matilde de Braose, nobile britannica (Corfe Castle, † 1210)
- Matilde de Braose, baronessa Wigmore, nobile britannica (Galles, n. 1224 - Herefordshire)
- Matilde di Courtenay, nobile francese
- Matilde d'Este, nobile italiana (San Martino in Rio, n. 1674 - Novellara, † 1732)
- Matilde de Lacy, nobile britannica (Lincoln, n. 1223)
- Matilde de Lacy, nobile irlandese (Dublino, n. 1230 - Meath, † 1304)
- Matilde Marshal, nobile britannica (n. 1192 - † 1248)
- Matilde d'Altavilla, nobile normanna
- Matilde di Svevia, nobile († 1032)
- Matilde di Germania, nobile tedesca (n. 979 - Echtz, † 1025)
- Matilde di Franconia, nobile tedesca (Pöhlde - Goslar, † 1060)
- Matilde II di Essen, nobile tedesca (n. 945 - † 1011)
- Matilde di Sassonia, nobile tedesca (n. 1172)
- Matilde di Carinzia, nobile francese (n. 1108)
- Matilde Sofia di Oettingen-Oettingen e Oettingen-Spielberg, nobile tedesca (Oettingen, n. 1816 - Merano, † 1886)
- Matilde di Nassau, nobile tedesca (Heidelberg, † 1323)
- Matilde del Palatinato, nobile e mecenate tedesca (Heidelberg, n. 1419 - † 1482)
- Matilde di Desenzano, nobile italiana (Collalto - † 1114)
- Matilde di Hohenlohe-Öhringen, nobile tedesca (Öhringen, n. 1814 - Salisburgo, † 1888)
- Matilde di Lancaster, nobile e religiosa britannica († 1377)
- Matilde di Savoia, nobile italiana (Germersheim, † 1438)
- Matilde di Wittelsbach, nobile (n. 1532 - Baden-Baden, † 1565)

## Pallanuotiste(1)
- Matilde Ortiz, pallanuotista spagnola (Veracruz, n. 1990)

## Partigiane(1)
- Matilde Cassin, partigiana e attivista italiana (Firenze, n. 1921 - Gerusalemme, † 2006)

## Pistard(1)
- Matilde Vitillo, pistard e ciclista su strada italiana (Torino, n. 2001)

## Pittrici(3)
- Matilde Bonaparte, pittrice francese (Trieste, n. 1820 - Parigi, † 1904)
- Matilde Festa, pittrice italiana (Roma, n. 1890 - Roma, † 1957)
- Matilde Malenchini, pittrice italiana (Livorno, n. 1779 - Fiesole, † 1858)

## Poetesse(1)
- Matilde Camus, poetessa e scrittrice spagnola (Santander, n. 1919 - Santander, † 2012)

## Politiche(2)
- Matilde Celentano, politica e medico italiana (Carbonia, n. 1959)
- Matilde Siracusano, politica italiana (Messina, n. 1985)

## Principesse(10)
- Matilde di Sassonia, principessa tedesca (Dresda, n. 1862 - Dresda, † 1933)
- Matilde di Franconia, principessa tedesca († 1034)
- Matilde di Baviera, principessa tedesca (n. 1313 - Meißen, † 1346)
- Matilde di Hainaut, principessa (n. 1293 - Aversa, † 1331)
- Matilde di Schaumburg-Lippe, principessa e duchessa (Bückeburg, n. 1818 - Karlsruhe, † 1891)
- Matilde d'Asburgo-Teschen, principessa austriaca (Vienna, n. 1849 - Castello di Hetzendorf, † 1867)
- Matilde di Baviera, principessa (Lindau, n. 1877 - Davos, † 1906)
- Matilde Carolina di Baviera, principessa tedesca (Augusta, n. 1813 - Darmstadt, † 1862)
- Matilde Augusta di Urach, principessa tedesca (Stoccarda, n. 1854 - Bad Möders, † 1907)
- Matilde di Waldeck e Pyrmont, principessa tedesca (Rhoden, n. 1801 - Karlsruhe, † 1825)

## Religiose(2)
- Matilde di Hackeborn, religiosa, mistica e santa tedesca (Helfta - Helfta, † 1298)
- Matilde Téllez Robles, religiosa spagnola (Robledillo de la Vera, n. 1841 - Don Benito, † 1902)

## Sciatrici alpine(1)
- Matilde Lorenzi, sciatrice alpina italiana (Torino, n. 2004 - Bolzano, † 2024)

## Scrittrici(5)
- Matilde Asensi, scrittrice spagnola (Alicante, n. 1962)
- Mathilde Bonetti, scrittrice, giornalista e traduttrice italiana (Milano, n. 1971)
- Matilde Koen-Sarano, scrittrice israeliana (Milano, n. 1939 - † 2024)
- Erin Doom, scrittrice italiana
- Matilde Serao, scrittrice e giornalista italiana (Patrasso, n. 1856 - Napoli, † 1927)

## Sovrane(4)
- Matilde d'Inghilterra, regina (Winchester, n. 1102 - Rouen, † 1167)
- Matilde di Ringelheim, regina e santa tedesca (Enger - Quedlinburg, † 968)
- Matilde di Fiandra, regina († 1083)
- Matilde di Francia, regina (n. 943)

## Tenniste(1)
- Matilde Jorge, tennista portoghese (Guimarães, n. 2004)

## Senza attività specificata(13)
- Matilde d'Asburgo, duchessa (Rheinfelden, n. 1253 - Monaco di Baviera, † 1304)
- Matilde Ferrari, italiana (Borgo Virgilio, n. 1830 - Mantova, † 1868)
- Matilde FitzRoy, duchessa di Bretagna, duchessa inglese
- Matilde d'Inghilterra, duchessa (Londra, n. 1156 - Brunswick, † 1189)
- Matilde di Sassonia, contessa sassone (n. 942 - Gent, † 1008)
- Matilde di Gheldria, duchessa (n. 1325 - † 1384)
- Matilde II di Boulogne, contessa († 1259)
- Matilde d'Altavilla, contessa (n. 1059 - Gerona, † 1112)
- Matilde di Baviera, duchessa (Possenhofen, n. 1843 - Monaco di Baviera, † 1925)
- Matilde di Boulogne, contessa (Boulogne-sur-Mer - Castello di Hedingham, † 1152)
- Matilde di Brabante († 1267)
- Matilde Tortora, storica del cinema, scrittrice e saggista italiana (Pagani, n. 1948)
- Matilde II di Borbone, contessa (n. 1234 - † 1262)